# Antonio Garcia Lopez
Antonio Garcia Lopez (n. 6 ianuarie 1936, Tomelloso⁠(d), Castilia-La Mancha, Spania) este un pictor spaniol, provenit dintr-o familie de țărani. A studiat la Școala de Belle Arte din San Fernando. Este principalul exponent al realismului contemporan spaniol numit "meditație" care se opune unui realism mai politizat. Peisaje din Mancha, vederi ale orașului Madrid, scene din viața cotidiană, portrete, acestea sunt teme ale picturilor sale.